# Coupe du monde de ski alpin 2025-2026
Navigation
Saison 2024-2025 Saison 2026-2027
La Coupe du monde de ski alpin 2025-2026 est la 60e édition de la Coupe du monde de ski alpin, compétition organisée annuellement. Les finales de la Coupe du monde ont lieu à Lillehammer. Les tenants du gros globe de cristal sont Marco Odermatt et Federica Brignone.

## Programme de la saison
La saison commence par la traditionnelle étape d'ouverture les 25 et 26 octobre 2025 à Sölden et se termine par les finales à Lillehammer du 21 au 25 mars 2026

### Saison des messieurs
37 épreuves sont prévues au départ pour les messieurs cette saison et se composent de :
- 7 épreuves de descente
- 10 épreuves de super-G
- 9 épreuves de slalom géant
- 11 épreuves de slalom

Ces épreuves se déroulent sur 18 sites en Europe et en Amérique du Nord.

### Saison des dames
37 épreuves sont prévues au départ pour les dames cette saison et se composent de :
- 9 épreuves de descente
- 8 épreuves de super-G
- 10 épreuves de slalom géant
- 10 épreuves de slalom

Ces épreuves se déroulent sur 20 sites en Europe et en Amérique du Nord.

### Attribution des points
Le système donne 100 points au vainqueur puis un nombre de points décroissant jusqu'à la 30e place. Il a changé plusieurs fois ; le système actuel date de la saison 1992-1993.
| Place                 | 1   | 2  | 3  | 4  | 5  | 6  | 7  | 8  | 9  | 10 | 11 | 12 | 13 | 14 | 15 | 16 | 17 | 18 | 19 | 20 | 21 | 22 | 23 | 24 | 25 | 26 | 27 | 28 | 29 | 30 |
| --------------------- | --- | -- | -- | -- | -- | -- | -- | -- | -- | -- | -- | -- | -- | -- | -- | -- | -- | -- | -- | -- | -- | -- | -- | -- | -- | -- | -- | -- | -- | -- |
| Système actuel 1993 – | 100 | 80 | 60 | 50 | 45 | 40 | 36 | 32 | 29 | 26 | 24 | 22 | 20 | 18 | 16 | 15 | 14 | 13 | 12 | 11 | 10 | 9  | 8  | 7  | 6  | 5  | 4  | 3  | 2  | 1  |

## Tableau d'honneur
| Discipline        | Homme | Femme |
| ----------------- | ----- | ----- |
| Général           |       |       |
| Descente          |       |       |
| Super G           |       |       |
| Géant             |       |       |
| Slalom            |       |       |
| Coupe des nations |       |       |

## Classement général
| Rang | Nom | Points | Victoire(s) | Podium(s) |
| ---- | --- | ------ | ----------- | --------- |
| 1    |     |        |             |           |
| 2    |     |        |             |           |
| 3    |     |        |             |           |
| 4    |     |        |             |           |
| 5    |     |        |             |           |
| 6    |     |        |             |           |
| 7    |     |        |             |           |
| 8    |     |        |             |           |
| 9    |     |        |             |           |
| 10   |     |        |             |           |
| 11   |     |        |             |           |
| 12   |     |        |             |           |
| 13   |     |        |             |           |
| 14   |     |        |             |           |
| 15   |     |        |             |           |
| 16   |     |        |             |           |
| 17   |     |        |             |           |
| 18   |     |        |             |           |
| 19   |     |        |             |           |
| 20   |     |        |             |           |

| Rang | Nom | Points | Victoire(s) | Podium(s) |
| ---- | --- | ------ | ----------- | --------- |
| 1    |     |        |             |           |
| 2    |     |        |             |           |
| 3    |     |        |             |           |
| 4    |     |        |             |           |
| 5    |     |        |             |           |
| 6    |     |        |             |           |
| 7    |     |        |             |           |
| 8    |     |        |             |           |
| 9    |     |        |             |           |
| 10   |     |        |             |           |
| 11   |     |        |             |           |
| 12   |     |        |             |           |
| 13   |     |        |             |           |
| 14   |     |        |             |           |
| 15   |     |        |             |           |
| 16   |     |        |             |           |
| 17   |     |        |             |           |
| 18   |     |        |             |           |
| 19   |     |        |             |           |
| 20   |     |        |             |           |

## Classements de chaque discipline

### Descente
| Rang | Nom | Points | Victoire(s) | Podium(s) |
| ---- | --- | ------ | ----------- | --------- |
| 1    |     |        |             |           |
| 2    |     |        |             |           |
| 3    |     |        |             |           |
| 4    |     |        |             |           |
| 5    |     |        |             |           |
| 6    |     |        |             |           |
| 7    |     |        |             |           |
| 8    |     |        |             |           |
| 9    |     |        |             |           |
| 10   |     |        |             |           |

| Rang | Nom | Points | Victoire(s) | Podium(s) |
| ---- | --- | ------ | ----------- | --------- |
| 1    |     |        |             |           |
| 2    |     |        |             |           |
| 3    |     |        |             |           |
| 4    |     |        |             |           |
| 5    |     |        |             |           |
| 6    |     |        |             |           |
| 7    |     |        |             |           |
| 8    |     |        |             |           |
| 9    |     |        |             |           |
| 10   |     |        |             |           |

### Super-G
| Rang | Nom | Points | Victoire(s) | Podium(s) |
| ---- | --- | ------ | ----------- | --------- |
| 1    |     |        |             |           |
| 2    |     |        |             |           |
| 3    |     |        |             |           |
| 4    |     |        |             |           |
| 5    |     |        |             |           |
| 6    |     |        |             |           |
| 7    |     |        |             |           |
| 8    |     |        |             |           |
| 9    |     |        |             |           |
| 10   |     |        |             |           |

| Rang | Nom | Points | Victoire(s) | Podium(s) |
| ---- | --- | ------ | ----------- | --------- |
| 1    |     |        |             |           |
| 2    |     |        |             |           |
| 3    |     |        |             |           |
| 4    |     |        |             |           |
| 5    |     |        |             |           |
| 6    |     |        |             |           |
| 7    |     |        |             |           |
| 8    |     |        |             |           |
| 9    |     |        |             |           |
| 10   |     |        |             |           |

### Géant
| Rang | Nom | Points | Victoire(s) | Podium(s) |
| ---- | --- | ------ | ----------- | --------- |
| 1    |     |        |             |           |
| 2    |     |        |             |           |
| 3    |     |        |             |           |
| 4    |     |        |             |           |
| 5    |     |        |             |           |
| 6    |     |        |             |           |
| 7    |     |        |             |           |
| 8    |     |        |             |           |
| 9    |     |        |             |           |
| 10   |     |        |             |           |

| Rang | Nom | Points | Victoire(s) | Podium(s) |
| ---- | --- | ------ | ----------- | --------- |
| 1    |     |        |             |           |
| 2    |     |        |             |           |
| 3    |     |        |             |           |
| 4    |     |        |             |           |
| 5    |     |        |             |           |
| 6    |     |        |             |           |
| 7    |     |        |             |           |
| 8    |     |        |             |           |
| 9    |     |        |             |           |
| 10   |     |        |             |           |

### Slalom
| Rang | Nom | Points | Victoire(s) | Podium(s) |
| ---- | --- | ------ | ----------- | --------- |
| 1    |     |        |             |           |
| 2    |     |        |             |           |
| 3    |     |        |             |           |
| 4    |     |        |             |           |
| 5    |     |        |             |           |
| 6    |     |        |             |           |
| 7    |     |        |             |           |
| 8    |     |        |             |           |
| 9    |     |        |             |           |
| 10   |     |        |             |           |

| Rang | Nom | Points | Victoire(s) | Podium(s) |
| ---- | --- | ------ | ----------- | --------- |
| 1    |     |        |             |           |
| 2    |     |        |             |           |
| 3    |     |        |             |           |
| 4    |     |        |             |           |
| 5    |     |        |             |           |
| 6    |     |        |             |           |
| 7    |     |        |             |           |
| 8    |     |        |             |           |
| 9    |     |        |             |           |
| 10   |     |        |             |           |

## Coupe des nations
| Rang | Nation | Points | Victoire(s) | Podium(s) |
| ---- | ------ | ------ | ----------- | --------- |
| 1    | '      |        |             |           |
| 2    |        |        |             |           |
| 3    |        |        |             |           |
| 4    |        |        |             |           |
| 5    |        |        |             |           |

| Rang | Nation | Points | Victoire(s) | Podium(s) |
| ---- | ------ | ------ | ----------- | --------- |
| 1    | '      |        |             |           |
| 2    |        |        |             |           |
| 3    |        |        |             |           |
| 4    |        |        |             |           |
| 5    |        |        |             |           |

| Rang | Nation | Points | Victoire(s) | Podium(s) |
| ---- | ------ | ------ | ----------- | --------- |
| 1    | '      |        |             |           |
| 2    |        |        |             |           |
| 3    |        |        |             |           |
| 4    |        |        |             |           |
| 5    |        |        |             |           |

## Calendrier et résultats

### Messieurs
| N°                                             | Lieu                   | Date             | Épreuve  | Vainqueur | Deuxième | Troisième |
| ---------------------------------------------- | ---------------------- | ---------------- | -------- | --------- | -------- | --------- |
| 1                                              | Sölden                 | 26 octobre 2025  | Géant    |           |          |           |
| 2                                              | Levi                   | 16 novembre 2025 | Slalom   |           |          |           |
| 3                                              | Gurgl                  | 22 novembre 2025 | Super G  |           |          |           |
| 4                                              | Copper Mountain        | 27 novembre 2025 | Géant    |           |          |           |
| 5                                              | Copper Mountain        | 28 novembre 2025 | Slalom   |           |          |           |
| 6                                              | Beaver Creek           | 5 décembre 2025  | Descente |           |          |           |
| 7                                              | Beaver Creek           | 6 décembre 2025  | Super G  |           |          |           |
| 8                                              | Beaver Creek           | 7 décembre 2025  | Géant    |           |          |           |
| 9                                              | Val d'Isère            | 13 décembre 2025 | Géant    |           |          |           |
| 10                                             | Val d'Isère            | 14 décembre 2025 | Slalom   |           |          |           |
| 11                                             | Val Gardena            | 19 décembre 2025 | Super-G  |           |          |           |
| 12                                             | Val Gardena            | 20 décembre 2025 | Descente |           |          |           |
| 13                                             | Alta Badia             | 21 décembre 2025 | Géant    |           |          |           |
| 14                                             | Alta Badia             | 22 décembre 2025 | Slalom   |           |          |           |
| 15                                             | à déterminer           | 28 décembre 2025 | Super G  |           |          |           |
| 16                                             | Madonna                | 7 janvier 2026   | Slalom   |           |          |           |
| 17                                             | Adelboden              | 10 janvier 2026  | Géant    |           |          |           |
| 18                                             | Adelboden              | 11 janvier 2026  | Slalom   |           |          |           |
| 19                                             | Wengen                 | 16 janvier 2026  | Super G  |           |          |           |
| 20                                             | Wengen                 | 17 janvier 2026  | Descente |           |          |           |
| 21                                             | Wengen                 | 18 janvier 2026  | Slalom   |           |          |           |
| 22                                             | Kitzbühel              | 23 janvier 2026  | Super G  |           |          |           |
| 23                                             | Kitzbühel              | 24 janvier 2026  | Descente |           |          |           |
| 24                                             | Kitzbühel              | 25 janvier 2026  | Slalom   |           |          |           |
| 25                                             | Schladming             | 27 janvier 2026  | Géant    |           |          |           |
| 26                                             | Schladming             | 28 janvier 2026  | Slalom   |           |          |           |
| 27                                             | Crans-Montana          | 31 janvier 2026  | Super G  |           |          |           |
| Cortina Jeux olympiques (6 au 22 février 2026) |                        |                  |          |           |          |           |
| 28                                             | Garmisch-Partenkirchen | 28 février 2026  | Descente |           |          |           |
| 29                                             | Garmisch-Partenkirchen | 1er mars 2026    | Super G  |           |          |           |
| 30                                             | Kranjska Gora          | 7 mars 2026      | Géant    |           |          |           |
| 31                                             | Kranjska Gora          | 8 mars 2026      | Slalom   |           |          |           |
| 32                                             | Courchevel             | 14 mars 2026     | Descente |           |          |           |
| 33                                             | Courchevel             | 15 mars 2026     | Super G  |           |          |           |
| Finales                                        |                        |                  |          |           |          |           |
| 34                                             | Lillehammer            | 21 mars 2026     | Descente |           |          |           |
| 35                                             | Lillehammer            | 22 mars 2026     | Super G  |           |          |           |
| 36                                             | Lillehammer            | 24 mars 2026     | Géant    |           |          |           |
| 37                                             | Lillehammer            | 25 mars 2026     | Slalom   |           |          |           |

### Dames
| N°                                             | Lieu            | Date             | Épreuve  | Vainqueur | Deuxième | Troisième |
| ---------------------------------------------- | --------------- | ---------------- | -------- | --------- | -------- | --------- |
| 1                                              | Sölden          | 25 octobre 2026  | Géant    |           |          |           |
| 2                                              | Levi            | 15 novembre 2025 | Slalom   |           |          |           |
| 3                                              | Gurgl           | 23 novembre 2025 | Slalom   |           |          |           |
| 4                                              | Copper Mountain | 29 novembre 2025 | Géant    |           |          |           |
| 5                                              | Copper Mountain | 30 novembre 2025 | Slalom   |           |          |           |
| 6                                              | Tremblant       | 6 décembre 2025  | Géant    |           |          |           |
| 7                                              | Tremblant       | 7 décembre 2025  | Géant    |           |          |           |
| 8                                              | Saint-Moritz    | 12 décembre 2025 | Descente |           |          |           |
| 9                                              | Saint-Moritz    | 14 décembre 2025 | Descente |           |          |           |
| 10                                             | Saint-Moritz    | 13 décembre 2025 | Super G  |           |          |           |
| 11                                             | Courchevel      | 16 décembre 2025 | Slalom   |           |          |           |
| 12                                             | Val d'Isère     | 6 décembre 2025  | Descente |           |          |           |
| 13                                             | Val d'Isère     | 7 décembre 2025  | Super G  |           |          |           |
| 14                                             | Semmering       | 28 décembre 2025 | Géant    |           |          |           |
| 15                                             | Semmering       | 29 décembre 2025 | Slalom   |           |          |           |
| 16                                             | Kranjska Gora   | 3 janvier 2026   | Géant    |           |          |           |
| 17                                             | Kranjska Gora   | 4 janvier 2026   | Slalom   |           |          |           |
| 18                                             | Zauchensee      | 10 janvier 2026  | Descente |           |          |           |
| 19                                             | Zauchensee      | 11 janvier 2026  | Super G  |           |          |           |
| 20                                             | Flachau         | 13 janvier 2026  | Slalom   |           |          |           |
| 21                                             | Tarvisio        | 17 janvier 2026  | Descente |           |          |           |
| 22                                             | Tarvisio        | 18 janvier 2026  | Super G  |           |          |           |
| 23                                             | Kronplatz       | 20 janvier 2026  | Géant    |           |          |           |
| 24                                             | Spindleruv Mlyn | 24 janvier 2026  | Géant    |           |          |           |
| 25                                             | Spindleruv Mlyn | 25 janvier 2026  | Slalom   |           |          |           |
| 26                                             | Crans Montana   | 30 janvier 2026  | Descente |           |          |           |
| 27                                             | Crans Montana   | 1er février 2026 | Super G  |           |          |           |
| Cortina Jeux olympiques (6 au 22 février 2026) |                 |                  |          |           |          |           |
| 28                                             | Soldeu          | 28 février 2026  | Descente |           |          |           |
| 29                                             | Soldeu          | 1er mars 2026    | Super G  |           |          |           |
| 30                                             | Val di Fassa    | 7 mars 2026      | Descente |           |          |           |
| 31                                             | Val di Fassa    | 8 mars 2026      | Super G  |           |          |           |
| 32                                             | Åre             | 14 mars 2026     | Géant    |           |          |           |
| 33                                             | Åre             | 15 mars 2026     | Slalom   |           |          |           |
| Finales                                        |                 |                  |          |           |          |           |
| 34                                             | Lillehammer     | 21 mars 2026     | Descente |           |          |           |
| 35                                             | Lillehammer     | 22 mars 2026     | Super G  |           |          |           |
| 36                                             | Lillehammer     | 24 mars 2026     | Géant    |           |          |           |
| 37                                             | Lillehammer     | 25 mars 2026     | Slalom   |           |          |           |